# Конкурсант. Смертоносне шоу
«Конкурсант. Смертоносне шоу» — український художній фільм, знятий режисером Олександром Бєляком. Стрічка розповідає історію про учасника музичного конкурсу, якого звинувачують у вбивствах членів журі. Поліція переслідує головного героя, а він намагається вести власне розслідування, щоб довести свою невинність.

## Сюжет
Тарас Майстренко — фінансовий аналітик, який взяв участь у пісенному телешоу, і в підсумку посів друге місце. Коли він повертається до своєї звичайної роботи, убивають його музичного наставника — відому співачку Ванессу Лагоду (Тетяна Решетняк). Усі підозри падають на Тараса, і поліція починає полювання на нього. Головний герой намагається вести власне розслідування, проти нього налаштована вся громадськість — ЗМІ, колеги, друзі, сусіди (Борис Барський) і тільки вірна прихильниця Тетяна Романова приходить на допомогу в скрутну хвилину. Поліція занадто зайнята брудними справами й зовсім не приділяє уваги розслідуванню злочину. Тимчасом убивця не зупиняється на одній жертві, від його руки гине другий член журі, а після нього й третій. У місті починається паніка, але рейтинг оголошеного другого сезону шоу злітає до небес. Ведучий шоу Антон (Антон Копитін) і відомий музикант Олександр (Олександр Пономарьов) намагаються зупинити серію вбивств, заважаючи виходу другого сезону шоу, але власник телеканалу Аркадій (Гриша Червоний) робить усе, щоб шоу тривало. Начальник поліції наказує знайти Тараса та знищити. У найважчий для героя момент зникає і його прихильниця Тетяна. Про те, хто дійсно є вбивцею і яка доля очікує останнього члена журі (Олександра Пономарьова), глядачі дізнаються тільки в кінці цього динамічного детективу.

## Акторський склад
| Актор                | Роль             |
| -------------------- | ---------------- |
| Сергій Маслов        | Тарас Майстренко |
| Яна Ройхман          | Тетяна           |
| Ілля Карпов          | Павло Волина     |
| Денис Косенко        | Юра              |
| Олександр Пономарьов | Камео            |
| Тетяна Решетняк      | Ванесса          |
| Даша Астаф'єва       | Камео            |
| Антон Копитін        | Антон            |
| Фелікс Шиндер        | Фелікс           |
| Аніс Еттаєб          | Хасан            |
| Борис Барський       |                  |

## Знімальна група
- Режисер: Олександр Бєляк[IMDb 5]
- Сценарист: Олександр Бєляк
- Продюсери: Олександр Бєляк, Вадим Кішлян
- Виконавчий продюсер: Юлія Бєляк[IMDb 6]
- Композитори: Віталій Кириченко, Фелікс Шиндєр[IMDb 7], Тетяна Решетняк[IMDb 8]
- Оператор: Сергій Колбінев[IMDb 9], Євген Сівков
- Звук: Михайло Борзов[IMDb 10], Олександр Кічев
- Кастинг: Наталя Яворська[IMDb 11]
- Локейшн-менеджер: Костянтин Перель
- Грим: Вікторія Трушкіна[IMDb 12]

## Виробництво

### Кастинг
Для багатьох акторів фільм «Конкурсант. Смертоносне шоу» став дебютом. Кастинг-директор Наталя Яворська знімала на відео спілкування і фрагмент підготовленої сцени з тими, хто підходив, та відправляла продюсеру. На головну роль Тараса Майстренка було обрано Сергія Маслова.

### Зйомки
Знімальний період тривав рівно один місяць. Перший робочий день почався 24 листопада 2015. Зйомки проходили в Одесі та Києві.

### Постановочні бої
Усі бої у фільмі містять елементи техніки самозахисту крав мага, постановку яких здійснювали сертифіковані інструктори крав мага клубу «Navin». Техніку крав мага застосовували для постановки боїв у фільмі «З мене вистачить» із Дженніфер Лопес у головній ролі.

### Музика
Музику до фільму написав український рок-гурт «Нумер 482». Основним саундтреком стала пісня «Добрий ранок, Україно!», яка була хітом в Україні у 2015—2016 роках. Також у фільмі є музика від одеського співака Фелікса Шиндера, півфіналіста проекту «Голос країни». Ще у фільмі грає пісня «Так!» від Тетяни Решетняк, яка стала дуже відомою співачкою в Україні у 2016 році.

## Саундтрек
| #  | Назва                    | Виконавець                    | Тривалість |
| -- | ------------------------ | ----------------------------- | ---------- |
| 1. | «Добрий ранок, Україно!» | Нумер 482                     | 3:44       |
| 2. | «Важлива»                | Нумер 482                     | 3:54       |
| 3. | «Трилер»                 | Нумер 482                     | 3:19       |
| 4. | «Фонарики»               | Феликс Шиндер и Деньги Вперёд | 4:16       |
| 5. | «ДА!»                    | Тетяна Решетняк               | 3:09       |

## Випуск
В Україні відбулося 2 допрем'єрних покази: в Одесі та Києві в кінотеатрах «Планета Кіно». Одеський допрем'єрний показ відбувся 16 листопада, а київський — 23 листопада, за день до прем'єри. Прем'єра фільму відбулася 24 листопада 2016 року.

### Одеський допрем'єрний показ
Одеський допрем'єрний показ відбувся в кінотеатрі «Планета кіно» в ТРЦ «City Center». Фільм дивилися творча група, актори та місцеві репортери. Присутнім також був відомий одеський співак Фелікс Шиндер.

### Київський допрем'єрний показ
Київський допрем'єрний показ відбувся в кінотеатрі «Планета кіно» в ТЦ «Блокбастер». На прем'єру завітали Олександр Пономарьов, переможець шоу «Голос країни» Антон Копитін та півфіналістка Тетяна Решетняк. Окрім зіркових учасників, на фільм завітали ще й співачка Лама, віцечемпіон світу з ралі 2015 Павло Черепін зі своєю сім'єю та Діва Монро.
На допрем'єрному показі також була присутня телеведуча Катерина Осадча. Випуск «Світського життя» вийшов через два тижні на телеканалі «1+1».

### Прем'єра
Прокат фільму тривав три тижні: з 24 листопада по 14 грудня 2016 року. Головним партнером фільму була мережа кінотеатрів «Планета кіно».

## Нагороди та номінації
Навесні 2017 року фільм увійшов до лонг-листа Першої національної кінопремії «Золота дзиґа», але не потрапив до числа номінантів.

## Сприйняття

### Рейтинги
- IMDb [Архівовано 8 березня 2021 у Wayback Machine.]
- Kino-teatr.ua [Архівовано 28 жовтня 2016 у Wayback Machine.]
- КИНОАФИША [Архівовано 27 листопада 2016 у Wayback Machine.]
- Goldmir.net [Архівовано 28 жовтня 2016 у Wayback Machine.]

### Критика
Сучасний письменник, кінокритик та журналіст Андрій Кокотюха написав у своїй рецензії таке: «Конкурсант» — жанрове кіно без домішок та претензій на щось більше, ніж детектив. Саме таких стрічок катастрофічно бракує поки що серед вироблених в Україні, і не тільки цього року, а й усіх попередніх, коли ситуація з виробництвом була зовсім поганою. Саме детективи та пригоди є одним із трьох китів, поряд з комедіями й мелодрамами, на яких тримається будь-яка цивілізована індустріальна модель: від європейської до американської".
Кінокритики вважають, що саме вибір акторського складу, а саме зірок української естради, дає більш переконливе занурення в сценарій про жорстокі вбивства членів журі популярного телевізійного музичного шоу. Вони кажуть що фільм рясніє невдалими планами і непрофесійною грою частини акторського складу, однак відзначають, що перші, хай і невпевнені кроки в освоєнні популярного закордоном і невідомого українським режисерам жанру, дуже важливі для індустрії. Тому цей фільм потрапив до десяти найважливіших українських фільмів 2016 року.
31 березня фільм було номіновано на першу українську кінопремію.

### IMDb посилання
1. ↑  Сергій Маслов на сайті IMDb (англ.)
2. ↑  Яна Ройхман на сайті IMDb (англ.)
3. ↑  Ілля Карпов на сайті IMDb (англ.)
4. ↑  Денис Косенко на сайті IMDb (англ.)
5. ↑  Олександр Бєляк на сайті IMDb (англ.)
6. ↑  Юлія Бєляк на сайті IMDb (англ.)
7. ↑  Фелікс Шиндєр на сайті IMDb (англ.)
8. ↑  Тетяна Решетняк на сайті IMDb (англ.)
9. ↑  Сергій Колбінев на сайті IMDb (англ.)
10. ↑  Михайло Борзов на сайті IMDb (англ.)
11. ↑  Наталя Яворська на сайті IMDb (англ.)
12. ↑  Вікторія Трушкіна на сайті IMDb (англ.)

### Відео про фільм
- Розбиття тарілки, початок зйомок «Конкурсанта» на YouTube
- Офіційний трейлер (COMPETITOR) на YouTube
- Випуск Світського життя на YouTube
- Телеканал «Репортер», В студії — Олександр Бєляк, Сергій Маслов та Яна Ройхман на YouTube
- Напад на Олександра Пономарьова! Відео з приватної парковки
- 1 Городской, Допремьерный показ фильма «Конкурсант. Смертоносное шоу» состоялся в Одессе [Архівовано 10 січня 2017 у Wayback Machine.]
- Репортёр, Экшн-детектив «Конкурсант. Смертоносное шоу». В Одессе состоялся предпремьерный показ [Архівовано 10 січня 2017 у Wayback Machine.]
- GENTNEWS, Конкурсант. Смертоносне шоу. Офіційний український трейлер (2016) HD | UA
- <META>, Конкурсант. Смертоносне шоу. Офіційний український трейлер (2016) HD | UA [Архівовано 10 січня 2017 у Wayback Machine.]
- Антон Фарб, Видеоблог 23 Фильм Конкурсант [Архівовано 10 січня 2017 у Wayback Machine.]

### Кінобази
- «Конкурсант. Смертоносне шоу» на сайті IMDb (англ.)
- «Конкурсант. Смертоносне шоу» на сайті Kino-teatr.ua
- «Конкурсант. Смертоносне шоу» на сайті KinoPoisk

### Офіційні сторінки
- Сайт кінокомпанії
- Facebook
- ВКонтакте [Архівовано 8 березня 2021 у Wayback Machine.]
- Фільм на сайті дистриб'ютора [Архівовано 28 жовтня 2016 у Wayback Machine.]